# Lennart Häggroth
Hans Lennart "Klimpen" Häggroth (folkbokförd Häggrot), född 2 mars 1940 i Övertorneå, död 28 augusti 2016 i Skellefteå, var en svensk ishockeymålvakt. 
Häggroth började spela ishockey i Kiruna AIF och kom till Skellefteå AIK inför säsongen 1961/1962. Efter fem säsonger och 141 matcher i högsta serien för Skellefteå avslutade han sin aktiva karriär 1972 i Clemensnäs IF.
Han spelade med Tre Kronor i ishockey-VM 1962 där Sverige lyckades erövra VM-titeln och Häggroth utsågs till turneringens bäste målvakt. Han kallades sedan för "Guldklimpen", eller bara "Klimpen". Han deltog i de olympiska vinterspelen 1964 där Sverige blev silvermedaljör. 
Häggroth utvecklade med åren alkoholism. Han skrev en bok tillsammans med Bengt-Åke Cras, Himmel och helvete : Min väg till framgång och kampen mot spriten. Den handlar dels om hans egen kamp mot spriten, dels om den alkoholkultur som frodades i bland annat Tre Kronor på hans tid.

## Meriter
- VM-guld 1962
- VM-silver 1963
- OS-silver 1964
- EM-guld 1962
- EM-silver 1963, 1964
- Stora grabbars och tjejers märke nummer 64
- Vald till VM:s bästa målvakt 1962